# .arpa
.arpa — общий домен верхнего уровня в системе доменных имён (DNS), используемый исключительно для инфраструктуры Интернета. Домен ."arpa" используется преимущественно для управления технической сетевой инфраструктурой.
Первоначально это название было аббревиатурой от The Advanced Research Projects Agency (ARPA), финансирующей организации в Соединенных Штатах, которая разработала ARPANET, предшественницу Интернета. Это был первый домен, определенный для сети в рамках подготовки к внедрению иерархической системы присвоения имен для делегирования полномочий, автономии и ответственности. Первоначально он предназначался только для выполнения временной функции, облегчающей систематическое присвоение имен компьютерам ARPANET. Однако удалить домен стало практически невозможно после того, как были введены санкции на его использование в инфраструктуре. В результате имя было переопределено как область обратного адреса и параметров маршрутизации.
Регистрация доменных имен в .arpa невозможна, а новые поддомены нечасто добавляются The Internet Engineering Task Force.

## Предназначение
Каждый компьютер, использующий интернет-протокол, идентифицируется цифровым IP-адресом для идентификации и определения местоположения. Каждому хосту также присваивается более запоминающееся имя хоста, которое часто связано с назначением или владельцем хоста и более удобно используется при взаимодействии пользователя с сетевыми функциями, например, при подключении к ресурсу или доступе к нему. Первоначально сопоставление имен и адресов представляло собой громоздкий механический процесс с использованием справочных таблиц, распространяемых в виде компьютерных файлов между сетевыми администраторами. Система доменных имен (DNS) решила эту проблему, автоматизировав функцию поиска с помощью иерархической системы именования с использованием доменных имен. Когда пользователь запрашивает сетевую услугу, используя доменное имя, реализация протокола (стек протоколов) преобразует имя в адрес, который может быть использован для связи с удаленным хостом.
Эта функция именования, часто называемая forward resolution, была первоначальным назначением домена верхнего уровня «ARPA». Это был первый домен, определенный в первой системе именования зарождающегося Интернета, и он должен был стать начальным доменом-контейнером для всех существовавших тогда узлов ARPANET. На следующем этапе развития архитектуры именования предусматривалось создание специальных доменов для других целей на основе определенных требований.

## История
Сеть ARPANET, названная в честь Агентства Перспективных Исследовательских Проектов (ARPA), была запущена в 1969 году и считается самым ранним предшественником Интернета. Название агентства было принято в качестве названия для первого официального пространства имен сети после перехода на TCP/IP в январе 1983 года. Это название использовалось в качестве суффикса для именования всех существовавших на тот момент узлов ARPANET. Иерархические имена в доменном стиле были предназначены для поддержки делегирования ответственности и полномочий при добавлении будущих хостов в сеть.
С формальным развитием такой иерархической системы именования, домен также стал одним из первых участников набора доменных имен для определенных типов участников сети, а именно com для коммерческих пользователей, org для организаций, edu для образовательных учреждений, gov для правительственных учреждений и mil для сетей вооружённых сил Штатов. 
Ожидалось, что использование arpa будет временным и что существующие системы будут перенесены в другие домены. Однако arpa также предоставила адреса электронной почты, связанные с Сетевым информационным центром, который управлял системой присвоения имен. После выполнения переходных функций удаление домена оказалось нецелесообразным. 
Первоначально IETF предполагала, что новые базы данных инфраструктуры будут созданы в домене верхнего уровня int. В мае 2000 года эта политика была изменена, и было решено ограничить использование домена верхнего уровня int международными организациями. Arpa был сохранен для своей давней цели, но его полное название было изменено на область параметров адреса и маршрутизации, превратив название зоны в backronym. Регистрация служб интернет-инфраструктуры в .int, произведенная до этого изменения политики, была необязательной перенесена и перехода не требовалось.
В марте 2010 года зона arpa была защищена цифровыми подписями в рамках расширений безопасности системы доменных имен (DNSSEC).
В настоящее время для этого домена определены следующие домены второго уровня:
- e164.arpa — для отображения телефонных номеров в DNS (ENUM)
- in-addr.arpa — для обратных DNS-запросов (адреса IPv4)
- ip6.arpa — для обратных DNS-запросов (адреса IPv6)
- uri.arpa — для динамического обнаружения адресных схем URI
- urn.arpa — для динамического обнаружения адресных схем URN